# Bieg na orientację na World Games 2009
Bieg na orientację na World Games 2009 odbywał się w dniach 17-19 lipca na terenie parku przy Museum of Fine Arts w Kaohsiung oraz nad jeziorem Chengqing w Niaosong. Multimedalistami zostali Finka Minna Kauppi oraz Rosjanie Andriej Chramow i Dmitrij Cwietkow.

## Uczestnicy
W biegu na orientację na World Games uczestniczyło 19 reprezentacji.
| - Australia (4) - Kanada (2) - Czechy (5) - Dania (4) - Estonia (1) - Finlandia (4) - Francja (4) - Wielka Brytania (4) - Japonia (4) | - Łotwa (4) - Litwa (4) - Norwegia (4) - Nowa Zelandia (4) - Południowa Afryka (2) - Rosja (5) - Szwajcaria (5) - Słowacja (4) - Szwecja (4) - Chińskie Tajpej (4) |

## Medaliści
| Konkurencja            | Złoto                                                                    | Srebro                                                            | Brąz                                                             |
| Mężczyźni              |                                                                          |                                                                   |                                                                  |
| Bieg sprinterski       | Andriej Chramow                                                          | Daniel Hubamnn                                                    | Tero Fohr                                                        |
| Bieg średniodystansowy | Daniel Hubamnn                                                           | Dmitrij Cwietkow                                                  | Andriej Chramow                                                  |
| Kobiety                |                                                                          |                                                                   |                                                                  |
| Bieg sprinterski       | Minna Kauppi                                                             | Johanna Allston                                                   | Elise Egseth                                                     |
| Bieg średniodystansowy | Johanna Allston                                                          | Minna Kauppi                                                      | Linnea Gustafsson                                                |
| Mieszane               |                                                                          |                                                                   |                                                                  |
| Sztafeta               | Rosja Dmitrij Cwietkow Andriej Chramow Julia Nowikowa Galina Winogradowa | Finlandia Passi Ikonen Tero Fohr Minna Kauppi Christina Holmstrom | Norwegia Lars Skjestej Mari Fasting Oystein Osterbo Elise Egseth |

## Klasyfikacja medalowa
| Miejsce | Państwo    |   |   |   |   |
| 1       | Rosja      | 2 | 1 | 1 | 4 |
| 2       | Finlandia  | 1 | 2 | 1 | 4 |
| 3=      | Szwajcaria | 1 | 1 | 0 | 2 |
| 3=      | Australia  | 1 | 1 | 0 | 2 |
| 5       | Norwegia   | 0 | 0 | 2 | 2 |
| 6       | Szwecja    | 0 | 0 | 1 | 1 |